# فن العيش (كتاب)
فن العيش (الدليل الكلاسيكي للفضيلة والسعادة والفاعلية) (باللغة االإنجليزية: Art of Living: The Classical Manual on Virtue, Happiness, and Effectiveness) للكاتب ابكتيتوس هو كتاب في التنمية الشخصية وتطوير الذات، يتحدث الكتاب عن سؤالين مهمين للكاتب وهي كيف أحظى بحياة سعيدة مُرضية؟ وكيف أصبح فرداً صالحاً؟ والإجابة عن هذين السؤالين كانت الشغف الوحيد للكاتب، يتناول الكتاب التعاليم الفلسفية في التقليد الرواقي بلغة حديثة سهلة للقارئ، يرشدك بالمهارات التطبيقية إلى كيفية العمل على نفسك يومياً لتصبح شخصاً أفضل، تساءل ابكتيتوس عن الهدف من وجودنا في الحياة، فطرح السؤال التالي: كم تستطيع أن تتحمل الهروب مما تريد أن تكون عليه فعلا؟

## مؤلف الكتاب
ولد إبيكتيتوس عام 55م، في مدينة هيرابوليس بإقليم فريجيا على الحدود الشرقية للإمبراطورية الرومانية، وكان عبداً انذاك، ومنذ سن مبكرة، أظهر "إبيكتيتوس" موهبة عقلية خارقة، وكان سيده أبفروديتوس منبهرًا للغاية به، لدرجة أنه أرسله إلى روما للدراسة على يدي المعلم الهيليني الشهير "جايوس موسونيوس روفوس”، وأعمال "جايوس روفوس" - التي حفظت في اليونان - تشتمل على نقاشات حول مساواة النساء بالرجال في التعليم، وازدواجية المعايير في الزواج

## اقتباسات عن الكتاب[5]
«يمكن لجرعة هائلة من حكمة إبكتيتوس أن تمنحنا قدرًا عظيماً من الخير» هارولد بلوم
«يعد هذا الكتاب دليلاً منقطياً لأوقات المحن» جريدة لوس أنجلوس تايم
«هذا الكتاب كنز من النصائح الجيدة الخالدة، إبكتيتوس حكيم كالأجداد، وبسيط كالفلسفة التأملية» جاك كورنفيلد